# Andora na Zimowych Igrzyskach Olimpijskich 1998
Andorę na Zimowych Igrzyskach Olimpijskich 1998 reprezentowało 3 zawodników. Był to siódmy start Andory na zimowych igrzyskach olimpijskich.

## Dyscypliny

### Narciarstwo alpejskie

#### Mężczyźni
| Zawodnik      | Konkurencja              | Konkurencja              | Konkurencja       | Konkurencja               | Konkurencja               | Konkurencja               | Konkurencja               | Konkurencja               | Konkurencja               | Konkurencja               |
| Zawodnik      | Supergigant              | Supergigant              | Slalom gigant     | Slalom gigant             | Slalom gigant             | Slalom gigant             | Slalom specjalny          | Slalom specjalny          | Slalom specjalny          | Slalom specjalny          |
| Zawodnik      | Czas                     | Pozycja                  | Czas 1. przejazdu | Czas 2. przejazdu         | Czas łączny               | Pozycje                   | Czas 1. przejazdu         | Czas 2. przejazdu         | Czas łączny               | Pozycja                   |
| ------------- | ------------------------ | ------------------------ | ----------------- | ------------------------- | ------------------------- | ------------------------- | ------------------------- | ------------------------- | ------------------------- | ------------------------- |
| Victor Gómez  | Nie ukończył konkurencji | Nie ukończył konkurencji | 1:25,07           | Nie ukończył 2. przejazdu | Nie ukończył 2. przejazdu | Nie ukończył 2. przejazdu | Nie ukończył 1. przejazdu | Nie ukończył 1. przejazdu | Nie ukończył 1. przejazdu | Nie ukończył 1. przejazdu |
| Gerard Escoda |                          |                          | 1:25,23           | Nie ukończył 2. przejazdu | Nie ukończył 2. przejazdu | Nie ukończył 2. przejazdu | Nie ukończył 1. przejazdu | Nie ukończył 1. przejazdu | Nie ukończył 1. przejazdu | Nie ukończył 1. przejazdu |

#### Kobiety
| Zawodniczka | Konkurencja                | Konkurencja                | Konkurencja                | Konkurencja                | Konkurencja       | Konkurencja       | Konkurencja      | Konkurencja      |
| Zawodniczka | Slalom gigant              | Slalom gigant              | Slalom gigant              | Slalom gigant              | Slalom specjalny  | Slalom specjalny  | Slalom specjalny | Slalom specjalny |
| Zawodniczka | Czas 1. przejazdu          | Czas 2. przejazdu          | Czas łączny                | Pozycja                    | Czas 1. przejazdu | Czas 2. przejazdu | Czas łączny      | Pozycja          |
| ----------- | -------------------------- | -------------------------- | -------------------------- | -------------------------- | ----------------- | ----------------- | ---------------- | ---------------- |
| Vicky Grau  | Nie ukończyła 1. przejazdu | Nie ukończyła 1. przejazdu | Nie ukończyła 1. przejazdu | Nie ukończyła 1. przejazdu | 48,41             | 49,28             | 1:37,69          | 19.              |